# Tressy (American Character Doll Company)
Tressy est une ancienne poupée mannequin américaine de 30 cm, créée et commercialisée par la société American Character Doll Company de 1963 à 1967, puis par la société Ideal Toy Company durant les années 70. Dotée d'un système permettant d'allonger et de raccourcir une longue mèche de cheveux ainsi que d'une garde-robe conséquente, elle est en Europe pendant plusieurs années une concurrente sérieuse de la poupée Barbie de Mattel.

## Histoire
Tressy est lancée en 1963 en tant que poupée aux « cheveux qui poussent » par la société American Character Doll Company. Dans un premier temps, elle est vendue comme une poupée mannequin de 30 cm semblable à la poupée Barbie de Mattel, puis à partir de 1970 comme une poupée préadolescente de taille plus grande (49 cm) par la société Ideal Toy Company. Tressy dispose d'une longue mèche de cheveux qui peut être tirée du haut de la tête de la poupée en appuyant sur un bouton sur son ventre. Ce mécanisme permet aux petites filles de faire de nombreuses coiffures différentes, ce qui lui donne un avantage par rapport à sa rivale, Barbie.
En 1968, American Character Toy Compagny est en état de cessation de paiement et doit faire l'objet d'une liquidation judiciaire. Son concurrent, la société Ideal Toy Company, acquiert les brevets et les marques déposées de la société disparue, dont les poupées Tressy et Cricket.

## Amis et famille
American Character Doll Company sort à la fin de l'année 1964, Mary Make up, la meilleure amie de Tressy. Ce modèle sans mèche qui s'allonge est accompagné de produits permettant de lui teindre les cheveux et de la maquiller. La même année, la société  adjoint également à Tressy une petite cousine nommée Cricket (qui devient sa petite sœur en 1965).

## Variantes internationales
À l'inverse de Mattel, qui a toujours conservé les droits de fabrication de sa poupée Barbie, American Character propose les licences de ses poupées à plusieurs sociétés de différents pays, leur permettant ainsi de créer leurs propres versions de Tressy. Au Canada, Regal Toy Company sort deux versions de Tressy, l'une en 1963 avec un maquillage plus prononcé et la seconde en 1965, avec un maquillage léger, ainsi qu'une Mary Make up, sans mèche de cheveux. Au Royaume-Uni, la société Palitoy commercialise sa Tressy au visage plus translucide à partir de 1966, Señorita Lilí une version mexicaine de Tressy est vendue de 1967 à 1982 par Lili Ledy (es). En Espagne, elle est fabriquée par Novo Gama en 1967, par Furga (it) en Italie, et par Schildkröt (de) en Allemagne sous le nom de Gaby de 1967 à 1969. En France, c'est la société Bella qui achète la licence en 1965. Leur Tressy connaît plusieurs versions et sa propre garde-robe confectionnée suivant la mode française à partir de 1966. C'est l'un des plus grands succès commerciaux de la société Bella, elle est commercialisée jusqu'en 1983.